# Social justice warrior
Social justice warrior (couramment abrégé SJW, litt. « guerrier de la justice sociale ») est un néologisme anglais généralement péjoratif qui désigne, le plus souvent sur les réseaux sociaux, une personne qui défend des idées ou des causes progressistes, telles que le féminisme, les droits civiques, le multiculturalisme ou les droits LGBT,,,, en usant d'une rhétorique jugée extrémiste, fallacieuse ou outrancière et dont le militantisme est perçu comme davantage motivé par une recherche d'approbation sociale ou par la satisfaction d'un sentiment de supériorité morale, que par une réelle quête de justice sociale.
Le terme qui est apparu à la fin du XXe siècle était à l'origine neutre ou positif pour désigner les personnes militants pour la justice sociale mais en 2011, quand le terme est apparu sur Twitter, il est passé massivement d'une connotation positive à une connotation négative. En 2014, pendant la controverse du Gamergate, le terme a été adopté par ce qui allait devenir l'alt-right, et l'usage de la connotation négative a augmenté ce qui a éclipsé son sens originel. Le terme est toujours controversé car surtout utilisé de manière péjorative par des trolls d'extrême droite et l'objet de débats au sein de la gauche et entre SJW eux-mêmes.
Les termes woke et baizuo ont un sens similaire.

## Histoire
Le terme, qui est apparu à la fin du XXe siècle, était à l'origine neutre ou positif pour désigner les personnes militants pour la justice sociale. En 2011, quand le terme est apparu sur Twitter, il est passé massivement d'une connotation positive à une connotation négative. Pendant la controverse du Gamergate, série de polémiques ayant engendré une campagne de harcèlement sexiste à grande échelle ayant eu lieu en 2014 sur Twitter, Reddit et 4chan contre des journalistes et des développeuses de jeux vidéo, le terme a été adopté par ce qui allait devenir l'alt-right, et l'usage de la connotation négative a augmenté ce qui a éclipsé son sens originel,,,,.
Le terme a été ajouté dans le dictionnaire collaboratif Urban Dictionary en 2011. En 2015, le terme a été inclus dans l’Oxford Dictionary en ligne,.
Une campagne de harcèlement s'est produite sur Facebook par le groupe Neurchi SJW fondé en août 2017 contre des féministes jugées SJW. Comprenant 22 000 membres, le groupe procède au harcèlement par « des insultes, des signalements, des suppressions de publications » massifs sur des profils ou des événements. Ils tiennent également des propos homophobes, transphobes, grossophobes et racistes.

## Description
Pour l’Oxford Dictionary, qui a intégré le mot en août 2015, le Social Justice Warrior est « une personne qui exprime ou promeut des valeurs sociales progressistes ». Mais à partir de 2014, l'expression change de sens, les joueurs impliqués dans le Gamergate se sont mis à traiter les féministes et militants souhaitant plus de diversité, de « social justice warriors », comprendre « des hystériques intransigeants et sans second degré » d'après Charlotte Viguié, journaliste pour France 24.
Le terme figure régulièrement comme antagoniste par défaut de ce que l'on appelle Intellectual dark web, et le mouvement pour les droits des hommes. Au-delà du monde des mèmes Internet et des médias en ligne uniquement, le terme a également laissé une empreinte dans les discours traditionnels des médias (comme The New York Times, The Irish Times)[réf. nécessaire].

## Un terme controversé employé par l'extrême droite
Ce terme est controversé, les personnes l'utilisant de manière péjorative étant surtout marquées à l'extrême droite, « le SJW est devenu le symbole du militant progressiste qui défend les minorités et le « politiquement correct », une figure qui obsède la fachosphère qui en a fait l’épouvantail d’un monde en déclin » selon Slate. Mais les « SJW » suscitent aussi des critiques de la part d'autres militants et de personnes orientées à gauche, non pas pour le fond du discours qui est tenu mais pour son aspect ostentatoire et sa forme, qui s'apparente parfois à du harcèlement. Le terme est considéré par certains auteurs comme une forme de harcèlement idéologique, tandis que ceux qui l'emploient se disent eux-mêmes victimes de harcèlement de la part de ceux qu'ils étiquettent comme tels.
Selon Le Monde dans son « Petit guide pour comprendre le langage des trolls d’extrême droite », « issu des débats anglophones, l’acronyme SJW s’est largement répandu dans les sphères françaises, où il est globalement synonyme de « gauchiste ». Pour Usbek & Rica, « le Social Justice Warrior est inoffensif car il existe surtout dans notre psyché. Il n’est qu’une construction, un agrégat foutraque d’imaginaires, de représentations, d’opinions et de clichés. Ainsi, les trolls qui essaient à tout prix d’incarner le SJW sous les traits d’une jeune Blanche névrosée issue de la classe privilégiée et aux orientations pansexuelles révèlent en filigrane un vrai danger, celui d’une fachosphère qui instrumentalise le pantin du SJW pour défendre le white privilege ou, tout simplement, dénigrer les revendications féministes et antiracistes ».

## Termes similaires

### Baizuo
En Chine, le mot baizuo a un sens similaire.

### Woke
Le terme woke est parfois utilisé comme synonyme, à la fois par ceux qui se réclament de cette idéologie et ceux qui la critiquent,.